# Old Spice
Old Spice is een productlijn voor lichamelijke verzorging, bestaande uit onder meer deodoranten, shampoos en zepen. De producten worden geproduceerd door Procter & Gamble.

## Geschiedenis
In 1934 richtte William Lightfoot Schultz de Shulton Company op. In 1937 begon het bedrijf met de productie van zijn eerste damesparfum, Early American Old Spice. In 1938 volgden scheerzeep en aftershave voor heren. Het logo was een historische driemaster. Op verschillende producten werden ruim tien verschillende driemasters getoond. Na de Tweede Wereldoorlog werd de collectie uitgebreid met onder meer hervulbare lavendelhouten zeepkommen met deksel.
In 1990 kocht Procter & Gamble het merk Old Spice. In 1992 werden de driemasters door een gewoon zeiljacht met genuafok vervangen. Er werden nieuwe producten op de markt gebracht zoals douchegels en deodorants. Begin 2008 kwam een retro collectie uit. De originele geur werd 'classic scent' genoemd, maar de glazen flesjes werden van plastic gemaakt. Er kwam ook een nieuwe lijn uit, de OS signature. 

## Campagne
In juli 2010 lanceerde Old Spice in een virale marketingcampagne Isaiah Mustafa als The Old Spice Man. De video's werden veel bekeken, deel 1 ruim 15.000.000 keer, deel 2 bijna 11.000.000 keer en deel 3 ruim 2.000.000 keer.